# Mahbubnagar
Mahbubnagar ist eine Stadt im indischen Bundesstaat Telangana.
Die Stadt ist Hauptstadt des gleichnamigen Distrikt Mahbubnagar. Mahbubnagar hat den Status einer Municipality. Die Stadt ist in 10 Wards gegliedert.

## Demografie
Die Einwohnerzahl der Stadt liegt laut der Volkszählung von 2011 bei 157.733 und die der Metropolregion bei 210.258. Mahbubnagar hat ein Geschlechterverhältnis von 992 Frauen pro 1000 Männer und damit einen für Indien üblichen Männerüberschuss. Die Alphabetisierungsrate lag bei 83,96 % im Jahr 2011. Knapp 64 % der Bevölkerung sind Hindus, ca. 34 % sind Muslime und ca. 2 % gehören einer anderen oder keiner Religion an. 11,4 % der Bevölkerung sind Kinder unter 6 Jahren.

## Infrastruktur
Die Stadt ist über seinen Bahnhof mit dem Rest Indiens verbunden.